# Dentilabus erythrogaster
Dentilabus erythrogaster là một loài tò vò trong họ Ichneumonidae.